# Il prigioniero del cielo
Il prigioniero del cielo è un'opera dello scrittore spagnolo Carlos Ruiz Zafón.
Il libro è uscito in Spagna nel 2011 e pubblicato in Italia nei primi mesi del 2012. Fa seguito alle precedenti opere dell'autore, L'ombra del vento e Il gioco dell'angelo, di cui riprende ambientazione e personaggi.

## Trama
(Carlos Ruiz Zafón, Il prigioniero del cielo)
Daniel Sempere, ormai padre di famiglia, dirige la libreria di famiglia. Nel dicembre 1957 un individuo sospetto, Sebastián Salgado, entra in libreria e acquista una rara copia de Il Conte di Montecristo affidandola a Daniel perché la consegni al suo amico Fermín. La copia reca una dedica: «A Fermín Romero de Torres, che è tornato dal mondo dei morti e possiede la chiave del futuro», firmato «13». Inizia così l'indagine di Daniel sul passato di Fermín che lo porterà a scoprire come la prematura morte di sua madre, Isabella Gispert, si lega al destino dello scrittore "maledetto" David Martín, imprigionato nel castello di Montjuïc per una serie di presunti omicidi e gravemente ammalato di schizofrenia, nelle cui tenebrose celle conobbe Fermín e con lo stesso stratagemma di Montecristo lo fece evadere affinché badasse a Daniel: l'incontro fra i due avvenuto nel primo romanzo fu dunque tutt'altro che casuale. Nell'evadere, Torres rubò una misteriosa chiave al suo compagno di cella Salgado, che è tornato appunto per reclamarla. Dietro le quinte della vicenda emergerà la figura del temibile Mauricio Valls, scrittore ambizioso ma privo di talento, che incarnava il volto peggiore del franchismo ed era sovrintendente del carcere di Montjuïc. Valls teneva sotto ricatto Martín (soprannominato dagli altri carcerati "il prigioniero del cielo") affinché editasse i suoi scritti, con la minaccia di fare del male ai Sempere e, soprattutto, a Isabella. Quello che Daniel scoprirà su questo inquietante personaggio risponderà a molti suoi interrogativi rimasti senza soluzione e, inaspettatamente, si troverà fra le mani la possibilità di vendicarsi per la morte della madre. Il finale del libro lascia le porte aperte a molti interrogativi e il lettore si troverà così costretto a mettere in discussione gli elementi ragionevolmente certi de Il gioco dell'angelo.

## Personaggi
- Daniel Sempere: titolare della libreria Sempere assieme al padre.
- David Martín: protagonista de Il gioco dell'angelo, dopo la fine della guerra civile fu prigioniero nel castello di Montjuïc.
- Fermín Romero De Torres: amico e punto di riferimento di Daniel, si trovò anch'egli imprigionato a Montjuïc, ove conobbe Martín.
- Beatriz Sempere Aguilar: moglie di Daniel.
- Bernarda: fidanzata e promessa sposa di Fermín.
- Juan Sempere: padre di Daniel, fu amico di David.
- Isabella Sempere Gispert: defunta madre di Daniel, ammiratrice e apprendista di David, la sua figura ritorna in importanti ricordi dei protagonisti.
- Mauricio Valls: direttore del carcere di Montjuïc ai tempi della prigionia di Fermín e David, aveva l'ossessione di diventare uno scrittore affermato.
- Sebastián Salgado: ex sindacalista oppositore del regime franchista e importante pedina all'interno dell'intreccio narrativo.

## Influenza culturale
Verso la fine della prima parte Fermìn a tavola dice a Daniel: «Ricordiamo solo ciò che non è mai accaduto»; Daniel per risposta dice che aveva letto quella frase in un libro di Julián Carax. In verità quella frase può essere interpretata come una sorta di autocitazione dell'autore, del romanzo Marina, nel quale viene utilizzata come incipit del protagonista: Oscar Drai.

## Edizioni
- Il prigioniero del cielo (El prisionero del cielo), 2011
  - Edizione originale
    - (ES) Carlos Ruiz Zafón, El prisionero del cielo, Editorial Planeta, 17 novembre 2011, (ISBN 978-84-08-10582-4).

  - Prima edizione italiana
    -  Carlos Ruiz Zafón, Il prigioniero del cielo, traduzione di Bruno Arpaia, Arnoldo Mondadori Editore, febbraio 2012,  p. 349, (ISBN 978-88-04-62030-3).